# Philipp Kosta
Philipp Kosta (Brunico, 23 settembre 1991) è un hockeista su ghiaccio italiano, di ruolo portiere.

## Carriera
Philipp Kosta ha iniziato la sua carriera nel settore giovanile dell'Hockey Club Val Pusteria. Sin dalla stagione 2008-2009 è stato aggregato alla prima squadra, ed ha fatto il suo esordio nella stagione 2012-2013.
Con la squadra Under-20 è stato campione italiano nel 2011. Nella stagione 2011-2012 fu utilizzato parallelamente anche dal farm team del Caldaro, in Serie A2. Dal 2012 al 2014, oltre al suo impegno coi pusteresi in massima serie, ha vestito la maglia del Merano in seconda serie. Col Val Pusteria ha vinto la Supercoppa italiana nel 2014 e nel 2016, in entrambi i casi senza scendere sul ghiaccio.
Ha lasciato i pusteresi ad inizio agosto del 2017. Fin da subito il suo nome venne accostato all'Hockey Club Bressanone neoiscritto in Serie C, la cui porta era rimasta sguarnita dopo la partenza di Alexander Kinkelin, passato proprio al Val Pusteria; poche settimane dopo il passaggio fu ufficializzato. La squadra fu promossa in seconda serie, e Kosta fu confermato tanto nella stagione 2018-2019 (chiusa con l'eliminazione in semifinale dei play-off) che in quella 2019-2020.

### Nazionale
Nel 2014 ha fatto il suo esordio nella Nazionale italiana maggiore in una gara amichevole contro l'Ungheria.

## Palmarès
- Supercoppa italiana: 2

Val Pusteria: 2014-2015, 2016-2017